# Bengatta, Hassan
Bengatta là một làng thuộc tehsil Hassan, huyện Hassan, bang Karnataka, Ấn Độ.